# Wicked Garden
Wicked Garden è un brano musicale del gruppo musicale statunitense Stone Temple Pilots, proveniente dal loro primo album in studio Core (1992).
Anche se non è mai stato distribuito come singolo fisico (solo promozionale per le radio) è considerato uno dei maggiori successi del gruppo ed è stato inserito nella raccolta Thank You.

## Video
Il videoclip della canzone è stato diretto da Josh Taft.

## Classifiche
| Classifica (1993)             | Posizione massima |
| ----------------------------- | ----------------- |
| Stati Uniti (alternative)     | 21                |
| Stati Uniti (mainstream rock) | 11                |